# Liste der Distanzsteine in Magdeburg
Die Liste der Distanzsteine in Magdeburg beinhaltet die bekannten Distanzsteine in der kreisfreien Stadt Magdeburg.

## Allgemeines
In der kreisfreien Stadt Magdeburg sind folgende verschiedene Distanzsteintypen vorhanden:
- preußischer Meilenstein.

## Meilensteine
| Artikel                 | Denkmal-ID | Ausweisungsart | Lage                                    | Beschreibung                | Kommune   | Ort               | Bild |
| ----------------------- | ---------- | -------------- | --------------------------------------- | --------------------------- | --------- | ----------------- | ---- |
| Meilenstein Magdeburg   | 094 97512  | Baudenkmal     | B 71 – ehemalige preußische Chaussee 65 | preußischer Ganzmeilenstein | Magdeburg | Beyendorfer Grund |      |
| Meilenstein Ottersleben | 094 06244  | Baudenkmal     | L 50                                    | preußischer Ganzmeilenstein | Magdeburg | Ottersleben       |      |